# Österreich-Rundfahrt 2004
Die 56. Österreich-Rundfahrt begann am 7. Juni 2004 endete am 13. Juni 2004 mit der Schlussetappe in Wien. Cadel Evans gewann nach 2001 zum zweiten Mal die Rundfahrt.

## Etappen
| Etappen   | Tag      | Start – Ziel                           | km  | Etappensieger    | Gelbes Trikot |
| --------- | -------- | -------------------------------------- | --- | ---------------- | ------------- |
| 1. Etappe | 7. Juni  | Salzburg – Salzburg                    | 148 | Tom Steels       | Tom Steels    |
| 2. Etappe | 8. Juni  | Salzburg – Kitzbüheler Horn            | 144 | Cadel Evans      | Cadel Evans   |
| 3. Etappe | 9. Juni  | Kitzbühel – Bad Hofgastein             | 200 | Tom Steels       | Cadel Evans   |
| 4. Etappe | 10. Juni | Bad Gastein – Lienz                    | 148 | Gerrit Glomser   | Cadel Evans   |
| 5. Etappe | 11. Juni | Lienz – St. Veit an der Glan           | 174 | Filippo Simeoni  | Cadel Evans   |
| 6. Etappe | 12. Juni | St. Veit an der Glan – Bad Radkersburg | 195 | Jan Kuyckx       | Cadel Evans   |
| 7. Etappe | 13. Juni | Wien – Wien Ringstraße                 | 124 | Ludo Dierckxsens | Cadel Evans   |